# Notosyodon gusevi
Notosyodon gusevi è un terapside estinto, appartenente ai dinocefali. Visse nel Permiano medio (circa 265 milioni di anni fa) e i suoi resti fossili sono stati ritrovati in Kazakistan e in Russia.

## Descrizione
Questo animale è noto solo per un cranio parziale sprovvisto di mandibola e vari frammenti di mascella, sufficienti a permettere un confronto con animali simili meglio conosciuti. Il cranio era massiccio, con le regioni orbitali e parietali fortemente ispessite (pachiostosi). La regione del cranio fra le orbite era piatta e diritta, senza alcuna cresta mediana. Le orbite erano grandi, così come le finestre temporali. La porzione superiore dell'occipite era fortemente piegata posteroventralmente. I condili occipitali, infine, erano molto grandi. Si suppone che Notosyodon fosse lungo circa 2 - 2,5 metri.

## Classificazione
Notosyodon gusevi è stato descritto per la prima volta nel 1968 da Tchudinov, sulla base di fossili provenienti dal Kazakistan. Lo studioso ritenne che questo animale fosse molto simile a Syodon della Russia (da qui il nome Notosyodon, ovvero "Syodon meridionale"). 
Al contrario di Syodon, tuttavia, questo animale era dotato di una forte pachiostosi cranica e doveva essere di dimensioni maggiori; possedeva inoltre alcune caratteristiche distintive, come i condili occipitali molto grandi. 
Si suppone che Notosyodon fosse comunque uno stretto parente di Syodon, all'interno della famiglia degli anteosauridi, un gruppo di terapsidi dinocefali carnivori.